# Csertalakos
Csertalakos község Zala vármegyében, a Zalaegerszegi járásban, a Zalai-dombság területén, a Göcsejben. 199 hektáros kiterjedésével a megye negyedik legkisebb közigazgatási területű települése.

## Fekvése
A Zala vármegye középpontjától kissé nyugatra található falu egy dombtetőn helyezkedik el, a Gutorfölde-Mikekarácsonyfa közti 7546-os út mentén, mellette folyik össze a Cserta és a Berek-patak. Közigazgatási területét egy rövid, néhány tíz méteres szakaszon érinti az Ortaháza-Zebecke közt húzódó 7548-as út is.

## Története
A középkori település első írásos említése 1353-ból származik, ekkor Possesio Lakus formában szerepelt, később Cheplakus alakban írták. Ekkori birtokosa a Rezneki család volt, később az Egerváriaké lett. 1426-ban Egyedlakos volt a neve, majd a török idők alatt elnéptelenedett és később újjátelepült falut 1773-ban már Cserta Lakosnak hívták. A törökök kiűzése után az Esterházy-uradalom részét képezte, az új letelepülők nyolc évnyi adómentességet kaptak (de a tizedet fizetniük kellett).
A második világháború 7 helyi áldozatot követelt, utána a földosztás ellenére folyamatos volt az elvándorlás és a lakosság elöregedése. A folyamat megállítása érdekében az önkormányzat a régi házakat megpróbálja felújítani és fiataloknak értékesíteni.

## Közélete

### Polgármesterei
- 1990–1994: Németh József (független)[5]
- 1994–1998: Németh József (független)[6]
- 1998–2002: Németh József (független)[7]
- 2002–2006: Németh József (független)[8]
- 2006–2010: Németh József (független)[9]
- 2010–2014: Németh József (független)[10]
- 2014–2019: Jobbágy Zoltán Gábor (független)[11]
- 2019–2024: Jobbágy Zoltán Gábor (független)[12]
- 2024– : Jobbágy Zoltán Gábor (független)[1]

## Népesség
A település népességének változása:
| Lakosok száma | 27   | 27   | 17   | 14   | 28   | 23   | 27   |
|               | 2013 | 2014 | 2015 | 2021 | 2022 | 2023 | 2024 |

A 2011-es népszámlálás idején a nemzetiségi megoszlás a következő volt: magyar 92%. A 24 lakosból 22 római katolikusnak vallotta magát.
2022-ben a lakosság 75%-a vallotta magát magyarnak, 7,1% németnek (17,9% nem nyilatkozott). Vallásuk szerint 50% volt római katolikus, 3,6% evangélikus, 7,1% felekezeten kívüli (39,3% nem válaszolt).

## Nevezetességei
- A falu régi építészeti emléke egy másik épülettel egybeépült harangláb.
- 1993-ban építették a világháborús hősök emlékművét.[4]